# Public Library of Science
Public Library of Science (PLOS) (en español, Biblioteca Pública de Ciencias) es un proyecto sin ánimo de lucro que tiene como objetivo crear una biblioteca de revistas científicas y otra literatura científica bajo una licencia de contenido abierto. Específicamente usa la de Creative Commons. Tiene su sede en Levi's Plaza, en San Francisco,y tiene una oficina editorial europea en Cambridge, Gran Bretaña. 

## Historia
La Public Library of Science comenzó a principios del año 2001 como una petición en línea creada por Patrick Brown, un bioquímico de la Universidad de Stanford, y por Michael Eisen, un biólogo computacional de la Universidad de California, Berkeley, y el Lawrence Berkeley National Laboratory.
En el año 2004 ganó el premio Rave Award.
En 2012 dejó de utilizar la estilización en su nombre (PLoS) y comenzó a escribirlo únicamente con mayúsculas (PLOS), para evitar las dificultades en la pronunciación y en la escritura del nombre de la organización.

## Revistas publicadas

Revistas de acceso libre

PLOS publica las siguientes revistas:
| PLOS Biology                                             | octubre de 2003          | ISSN 1544-9173 |
| PLOS Medicine                                            | octubre de 2004          | ISSN 1549-1676 |
| PLOS Computational Biology                               | junio de 2005            | ISSN 1553-7374 |
| PLOS Genetics                                            | julio de 2005            | ISSN 1553-7404 |
| PLOS Pathogens                                           | septiembre de 2005       | ISSN 1549-1676 |
| PLOS Clinical Trials (más tarde se fusionó con PLOS ONE) | mayo de 2006             | ISSN 1555-5887 |
| PLOS ONE                                                 | diciembre de 2006        | ISSN 1932-6203 |
| PLOS Neglected Tropical Diseases                         | octubre de 2007          | ISSN 1935-2735 |
| PLOS Hub for Clinical Trials                             | tercer trimestre de 2007 | —              |
| PLOS Currents                                            | agosto de 2009           | ISSN 2157-3999 |